# Brett Clark (Eishockeyspieler)
Brett Barry Clark (* 23. Dezember 1976 in Wapella, Saskatchewan) ist ein ehemaliger kanadischer Eishockeyspieler, -trainer und -funktionär, der im Verlauf seiner aktiven Karriere zwischen 1995 und 2014 unter anderem 717 Spiele für die Canadiens de Montréal, Atlanta Thrashers, Colorado Avalanche, Tampa Bay Lightning und Minnesota Wild in der National Hockey League auf der Position des Verteidigers bestritten hat. Seinen größten Karriereerfolg feierte Clark jedoch in Diensten der Orlando Solar Bears mit dem Gewinn des Turner Cups der International Hockey League im Jahr 2001. 

## Karriere
Brett Clark begann seine Karriere in der Saison 1994/95 in der Saskatchewan Junior Hockey League bei den Melville Millionaires. Zur darauffolgenden Spielzeit wechselte er für ein Jahr an die University of Maine, wo er für deren Universitätsmannschaft in der Hockey East, einer Liga im Spielbetrieb der National Collegiate Athletic Association, spielte. Im Anschluss an die Saison wurde er während des NHL Entry Draft 1996 in der sechsten Runde als insgesamt 154. Spieler von den Canadiens de Montréal ausgewählt.
Nachdem er die Saison 1996/97 mit der kanadischen Nationalmannschaft verbracht hatte, ging Clark in der Saison 1997/98 erstmals im professionellen Eishockey für das damalige Farmteam Montréals, die Fredericton Canadiens aus der American Hockey League, auf Eis. In derselben Spielzeit gab er sein Debüt in der National Hockey League für Montréal. Im folgenden Jahr erzielte der Verteidiger vier Scorerpunkte in 61 NHL-Spielen, darunter zwei Tore.
Am 25. Juni 1999 wurde Clark über den Expansion Draft von den Atlanta Thrashers unter Vertrag genommen. Während seiner zweieinhalb Jahre in Atlanta war sein größter Erfolg der Gewinn des Turner Cup mit Atlantas damaligem Farmteam, den Orlando Solar Bears aus der International Hockey League. Am 24. Januar 2002 wurde Clark von den Thrashers im Tausch für Frédéric Cassivi an die Colorado Avalanche abgegeben. In seinen ersten beiden Jahren in Colorado kam Clark ausschließlich für deren damaliges AHL-Farmteam, die Hershey Bears zum Einsatz, ehe er gegen Ende der Saison 2003/04 in zwölf Spielen der regulären Saison für Avalanche in der NHL auflief. Während des Lockout in der NHL-Saison 2004/05 verbrachte Clark erneut die gesamte Spielzeit bei den Hershey Bears. Seit Wiederaufnahme des Spielbetriebs in der NHL im Jahr 2005 spielte der Kanadier allerdings ausschließlich im NHL-Team Colorados.
In insgesamt sechs Spielzeiten und 381 Spielen für das Franchise aus Denver erzielte der Verteidiger 32 Tore und 134 Punkte, sein Abwehrverhalten zeichnete sich besonders durch hohen körperlichen Einsatz aus; in der NHL-Saison 2008/09 blockte er 238 Schüsse, was ligaweit die zweitmeisten waren. Auch in der folgenden Saison lag Brett Clark Teamintern in dieser Kategorie vorne, sein auslaufender Vertrag wurde trotzdem nicht verlängert.
Am 5. Juli 2010 unterschrieb der Kanadier einen Zweijahresvertrag bei der Tampa Bay Lightning. Im Januar 2013 schloss er sich zunächst als vereinsloser Akteur den Oklahoma City Barons aus der AHL an, für die Clark 18 Partien absolvierte und 17 Scorerpunkte verbuchte. Im März 2013 wurde der Kanadier von den Minnesota Wild unter Vertrag genommen, bei denen er vorwiegend als Ersatzspieler agierte. Daraufhin war er eine Saison bei den Lake Erie Monsters aktiv. Nach der Spielzeit 2013/14 beendete der Abwehrspieler seine aktive Karriere und wurde ab diesem Zeitpunkt bis zum Sommer 2019 als Development Consultant bei seinem Ex-Team Colorado Avalanche angestellt. Danach war er bis Sommer 2021 im erweiterten Trainerstab der Avalanche sowie als Assistenztrainer für deren AHL-Kooperationspartner Colorado Eagles tätig.

## Erfolge und Auszeichnungen
- 1996 Hockey East All-Rookie Team
- 2001 Turner-Cup-Gewinn mit den Orlando Solar Bears

## Karrierestatistik
(Legende zur Spielerstatistik: Sp oder GP = absolvierte Spiele; T oder G = erzielte Tore; V oder A = erzielte Assists; Pkt oder Pts = erzielte Scorerpunkte; SM oder PIM = erhaltene Strafminuten; +/− = Plus/Minus-Bilanz; PP = erzielte Überzahltore; SH = erzielte Unterzahltore; GW = erzielte Siegtore; 1 Play-downs/Relegation; Kursiv: Statistik nicht vollständig)